# La Comtesse de Tende
Pour les articles homonymes, voir Tende.
La Comtesse de Tende est une nouvelle de Marie-Madeleine de La Fayette, rédigée autour de 1664 et publiée à titre posthume en 1718.
Le récit se déroule pendant la régence de Catherine de Médicis.

## Éditions modernes
- Madame de Lafayette, La Princesse de Montpensier suivi de La Comtesse de Tende, Paris, Hachette Livre, coll. « Le Livre de Poche », 3 septembre 2003, 96 p. (EAN 9782253193142)
- Marie-Madeleine de La Fayette, César Vichard de Saint-Réal, sieur Du Plaisir, Catherine Bernard, Nouvelles galantes du XVIIe siècle, Paris, Flammarion, 8 octobre 2004, 548 p. (ISBN 9782080711953)
- Marie-Madeleine de La Fayette, Histoire de la princesse de Montpensier et autres nouvelles, Paris, Gallimard, coll. « Folio / Folio 2€ », 144 p. (EAN 9782070360949)
- Madame de La Fayette, Œuvres complètes, Paris, Gallimard, 17 avril 2014, 1664 p. (ISBN 9782070121731)
- Marie-Madeleine de La Fayette, Romans et nouvelles, Paris, Éditions Classiques Garnier, 12 juillet 2023, 586 p. (ISBN 978-2-8124-2772-5)